# Księstwo Chios

Herb rodziny Zaccaria

Księstwo Chios (grec. Ηγεμονία της Χίου) – państwo feudalne, istniejące w latach 1304–1325. 
Genueńczyk Benedykt Zaccaria z Fokei, który podawał się za admirała na służbie króla Francji, Filipa Pięknego w 1304 zagarnął należącą do Bizancjum wyspę Chios. W 1329 Bizancjum odzyskało kontrolę nad wyspą. 

## Władcy Chios
- 1304–1307 Benedykt Zaccaria
- 1307–1314 Paleolog Zaccaria
- 1314–1329 Martino Zaccaria
- 1314–1325 Benedykt II Zaccaria